# 단장의 미아리고개
〈단장의 미아리고개〉는 한국 전쟁 휴전 후인 1956년 발표된 트로트 곡이다. 반야월 작사, 이재호 작곡이며 노래는 이해연이 불렀다. 제목의 '단장(斷腸)'은 창자를 끊어내는 고통을 말한다.
미아리고개는 한국 전쟁 당시 서울 북쪽의 유일한 외곽도로였기 때문에 전쟁 발발 초기에 조선인민군과 대한민국 국군 사이의 교전이 벌어진 곳이었다. 인민군이 후퇴할 때 피랍된 사람들도 가족들은 이 곳에서 마지막으로 배웅해야 했다. 작사가 반야월은 자신의 어린 딸을 전쟁 중 피난길에 잃은 개인적 경험과 연결지어, 미아리고개에서의 이별이라는 주제로 가사를 썼다.
"미아리 눈물 고개 님이 넘던 이별 고개"로 시작되는 이 노래의 가사는 매우 구체적이며 애닳은 사연을 담고 있다. 철사로 손을 묶이고 맨발로 다리를 절면서 뒤를 자꾸만 돌아보며 북한으로 끌려가는 남편의 모습을 묘사하고, 기다리는 부인은 감옥살이중인 남편이 십년이 가도 백년이 가도 살아서 돌아오기만을 바란다는 내용이다. 1절과 2절 사이 간주 부분에는 남편을 애타게 부르는 이해연의 대사도 삽입되어 있다.
오아시스레코드사에서 발표한 이 노래는 전쟁의 비극과 가족을 잃어버린 슬픔을 절실히 토로하여 큰 사랑을 받았고, 이해연의 대표곡이 되었다. 이후 대한민국에서 오랫동안 애창곡으로 불리고 있다. 이 노래가 너무 유명해진 나머지 미아리고개가 슬픔과 눈물과 한의 고개로만 각인되었다는 이유로 성북구청이 '미아동'이라는 동명을 바꾸려 했다는 일화가 있을 정도이다.
서울 성북구 돈암동 미아리고개 정상에 위치한 소극장 미아리예술극장(구 아리랑아트홀)에 노래 가사를 새긴 노래비가 세워져 있다.

## 참고자료
- “"단장의 미아리고개" 노래비를 찾아” (PDF). 한국음악저작권협회보. 2002년 4월 1일. 24~25면. 2008년 2월 22일에 확인함.[깨진 링크(과거 내용 찾기)]
- 김문 기자 (2007년 4월 9일). “[김문기자가 만난사람] 70년간 가사 5000곡 쓴 한국가요계 거목 반야월씨”. 서울신문. 2008년 2월 22일에 확인함. |제목=에 지움 문자가 있음(위치 1) (도움말)
- “박수림의 숨은 서울 즐기기 - 돈암동 아리랑 고개, 미아리 고개”. KBS WORLD. 2008년 1월 19일. 2008년 2월 22일에 확인함.[깨진 링크(과거 내용 찾기)]